# Hydrelia sachalinensis
Hydrelia sachalinensis là một loài bướm đêm trong họ Geometridae.